# Temporada 1971 de la NFL
La Temporada 1971 de la NFL fue la 52.ª en la historia de la NFL.La temporada finalizó con el Super Bowl VI, cuando los Dallas Cowboys vencieron a los Miami Dolphins en el Tulane Stadium, New Orleans, Louisiana por 24 a 3 el 16 de enero de 1972, siendo la única vez en que un equipo terminó el partido sin siquiera una anotación de touchdown

## Cambios de Estadios
Antes de la temporada, los Boston Patriots cambiaron su nombre a New England Patriots después de mudarse a su nueva casa, del Schaefer Stadium a Foxborough, Massachusetts.
Los Chicago Bears se trasladaron a su nueva casa, el Soldier Field. Los Dallas Cowboys se trasladaron durante esta temporada para el Texas Stadium. Los Philadelphia Eagles trasladaron a sus juegos al Veterans Stadium. Los San Francisco 49ers se movieron al Candlestick Park.
11 equipos jugaron sus partidos en casa en césped artificial en 1971. Esta fue un incremento de 7 equipos respecto a 1970. Los equipos fueron: Chicago, Cincinnati, Dallas, Houston, Miami, Nueva Inglaterra, Nueva Orleans, Filadelfia, Pittsburgh, San Louis y San Francisco.

## Carrera Divisional
Desde 1970 hasta el 2001, a excepción de la temporada acortada por la huelga de 1982, había tres divisiones (Este, Central y Oeste) en cada conferencia. Los ganadores de cada división, y un cuarto equipo "comodín" se clasificaban para los playoffs. Las reglas de desempate se basaron en enfrentamientos directos, seguido de los registros de división, los registros de oponentes comunes, y juego de conferencia.

### Conferencia Nacional
| Semana | Este       |        | Central    |        | Oeste         |       | Wild Card   |       |
| ------ | ---------- | ------ | ---------- | ------ | ------------- | ----- | ----------- | ----- |
| 1      | 3 equipos  | 1-0-0  | 2 equipos  | 1-0-0  | 2 equipos     | 1-0-0 | 3 equipos   | 1-0-0 |
| 2      | 2 equipos  | 2-0-0  | Chicago    | 2-0-0  | Atlanta       | 1-0-1 | 2 equipos   | 2-0-0 |
| 3      | Washington | 3-0-0  | 4 equipos  | 2-1-0  | San Francisco | 2-1-0 | 5 equipos   | 2-1-0 |
| 4      | Washington | 4-0-0  | Chicago*   | 3-1-0  | Los Angeles   | 2-1-1 | 3 equipos   | 3-1-0 |
| 5      | Washington | 5-0-0  | Minnesota* | 4-1-0  | Los Angeles   | 3-1-1 | Detroit     | 4-1-0 |
| 6      | Washington | 5-1-0  | Minnesota  | 5-1-0  | Los Angeles   | 4-1-1 | 4 equipos   | 4-2-0 |
| 7      | Washington | 6-1-0  | Minnesota  | 6-1-0  | San Francisco | 5-2-0 | Chicago     | 5-2-0 |
| 8      | Washington | 6-1-0  | Minnesota  | 6-2-0  | San Francisco | 6-2-0 | Detroit     | 5-2-1 |
| 9      | Washington | 6-2-1  | Minnesota  | 7-2-0  | San Francisco | 6-3-0 | Chicago*    | 6-3-0 |
| 10     | Dallas     | 7-3-0  | Minnesota  | 8-2-0  | Los Angeles   | 6-3-1 | Washington* | 6-3-1 |
| 11     | Dallas     | 8-3-0  | Minnesota  | 9-2-0  | San Francisco | 7-4-0 | Washington* | 7-3-1 |
| 12     | Dallas     | 9-3-0  | Minnesota  | 9-3-0  | Los Angeles   | 7-4-1 | Washington  | 8-3-1 |
| 13     | Dallas     | 10-3-0 | Minnesota  | 10-3-0 | San Francisco | 8-5-0 | Washington  | 9-3-1 |
| 14     | Dallas     | 11-3-0 | Minnesota  | 11-3-0 | San Francisco | 9-5-0 | Washington  | 9-4-1 |

### Conferencia Americana
| Semana | Este      |        | Central     |       | Oeste       |        | Wild Card   |        |
| ------ | --------- | ------ | ----------- | ----- | ----------- | ------ | ----------- | ------ |
| 1      | 2 equipos | 1-0-0  | 2 equipos   | 1-0-0 | San Diego   | 1-0-0  | 2 equipos   | 1-0-0  |
| 2      | Miami     | 1-0-1  | Cleveland   | 2-0-0 | Oakland*    | 1-1-0  | 6 equipos   | 1-1-0  |
| 3      | Baltimore | 2-1-0  | Pittsburgh* | 2-1-0 | Oakland*    | 2-1-0  | 2 equipos   | 2-1-0  |
| 4      | Baltimore | 3-1-0  | Cleveland   | 3-1-0 | Oakland*    | 3-1-0  | Kansas City | 3-1-0  |
| 5      | Baltimore | 4-1-0  | Cleveland   | 4-1-0 | Oakland*    | 4-1-0  | Kansas City | 4-1-0  |
| 6      | Miami     | 4-1-1  | Cleveland   | 4-2-0 | Oakland*    | 5-1-0  | Kansas City | 5-1-0  |
| 7      | Miami     | 5-1-1  | Cleveland   | 4-3-0 | Oakland*    | 5-1-1  | Kansas City | 5-1-1  |
| 8      | Miami     | 6-1-1  | Cleveland*  | 4-4-0 | Oakland     | 5-1-2  | Baltimore   | 6-2-0  |
| 9      | Miami     | 7-1-1  | Cleveland*  | 4-5-0 | Oakland     | 6-1-2  | Baltimore   | 7-2-0  |
| 10     | Miami     | 8-1-1  | Cleveland*  | 5-5-0 | Oakland     | 7-1-2  | Kansas City | 7-2-1  |
| 11     | Miami     | 9-1-1  | Cleveland   | 6-5-0 | Oakland     | 7-2-2  | Baltimore   | 8-3-0  |
| 12     | Miami     | 9-2-1  | Cleveland   | 7-5-0 | Kansas City | 8-3-1  | Baltimore   | 9-3-0  |
| 13     | Baltimore | 10-3-0 | Cleveland   | 8-5-0 | Kansas City | 9-3-1  | Miami       | 9-3-1  |
| 14     | Miami     | 10-3-1 | Cleveland   | 9-5-0 | Kansas City | 10-3-1 | Baltimore   | 10-4-0 |

## Temporada regular
V = Victorias, D = Derrotas, E = Empates, CTE = Cociente de victorias, PF= Puntos a favor, PC = Puntos en contra

Nota: Los juegos empatados no fueron contabilizados de manera oficial en las posiciones hasta 1972
| Clasificado para los playoffs |

| Miami Dolphins(2)    | 10 | 3  | 1 | .769 | 315 | 174 |
| Baltimore Colts(4)   | 10 | 4  | 0 | .714 | 313 | 140 |
| New England Patriots | 6  | 8  | 0 | .429 | 238 | 325 |
| New York Jets        | 6  | 8  | 0 | .429 | 212 | 299 |
| Buffalo Bills        | 1  | 13 | 0 | .071 | 184 | 394 |

| Cleveland Browns(3) | 9 | 5  | 0 | .643 | 285 | 273 |
| Pittsburgh Steelers | 6 | 8  | 0 | .429 | 246 | 292 |
| Houston Oilers      | 4 | 9  | 1 | .308 | 251 | 330 |
| Cincinnati Bengals  | 4 | 10 | 0 | .286 | 284 | 265 |

| Kansas City Chiefs(1) | 10 | 3 | 1 | .769 | 302 | 208 |
| Oakland Raiders       | 8  | 4 | 2 | .667 | 344 | 278 |
| San Diego Chargers    | 6  | 8 | 0 | .429 | 311 | 341 |
| Denver Broncos        | 4  | 9 | 1 | .308 | 203 | 275 |

| Dallas Cowboys(2)      | 11 | 3  | 0 | .786 | 406 | 222 |
| Washington Redskins(4) | 9  | 4  | 1 | .692 | 276 | 190 |
| Philadelphia Eagles    | 6  | 7  | 1 | .462 | 221 | 302 |
| St. Louis Cardinals    | 4  | 9  | 1 | .308 | 231 | 279 |
| New York Giants        | 4  | 10 | 0 | .286 | 228 | 362 |

| Minnesota Vikings(1) | 11 | 3 | 0 | .786 | 245 | 139 |
| Detroit Lions        | 7  | 6 | 1 | .538 | 341 | 286 |
| Chicago Bears        | 6  | 8 | 0 | .429 | 185 | 276 |
| Green Bay Packers    | 4  | 8 | 2 | .333 | 274 | 298 |

| San Francisco 49ers(3) | 9 | 5 | 0 | .643 | 300 | 216 |
| Los Angeles Rams       | 8 | 5 | 1 | .615 | 313 | 260 |
| Atlanta Falcons        | 7 | 6 | 1 | .538 | 274 | 277 |
| New Orleans Saints     | 4 | 8 | 2 | .333 | 266 | 347 |

### Desempate
- New England finalizó por delante de New York Jets en la AFC Este basado en un mejor diferencial de puntos en enfrentamientos directos (13 puntos).

## Postemporada
Nota: Antes de la temporada 1975, las localías en los playoffs se decidían sobre la base de una rotación anual.
|  | Ronda Divisional                 | Ronda Divisional              | Ronda Divisional              |                              |        | Finales de Conferencia | Finales de Conferencia     | Finales de Conferencia     |                            |               | Super Bowl    | Super Bowl    | Super Bowl |  |  |
|  |                                  |                               |                               |                              |        |                        |                            |                            |                            |               |               |               |            |  |  |
|  |                                  |                               |                               |                              |        |                        |                            |                            |                            |               |               |               |            |  |  |
|  | 26 de Dic - Candlestick Park     |                               |                               |                              |        |                        |                            |                            |                            |               |               |               |            |  |  |
|  | 4                                | Washington                    | 20                            |                              |        |                        |                            |                            |                            |               |               |               |            |  |  |
|  | 4                                | Washington                    | 20                            | 2 de Ene - Texas Stadium     |        |                        |                            |                            |                            |               |               |               |            |  |  |
|  | 3                                | San Francisco                 | 24                            |                              |        |                        |                            |                            |                            |               |               |               |            |  |  |
|  | 3                                | San Francisco                 | 24                            |                              | 3      | San Francisco          | 3                          |                            |                            |               |               |               |            |  |  |
|  | 25 de Dic - Metropolitan Stadium |                               |                               |                              | 3      | San Francisco          | 3                          |                            |                            |               |               |               |            |  |  |
|  |                                  | 2                             | Dallas                        | 14                           |        |                        |                            |                            |                            |               |               |               |            |  |  |
|  | 2                                | 2                             | Dallas                        | 14                           | Dallas | 20                     |                            |                            |                            |               |               |               |            |  |  |
|  | 2                                | Campeonato de la NFC          |                               |                              | Dallas | 20                     |                            |                            |                            |               |               |               |            |  |  |
|  | 1                                | Minnesota                     | 12                            |                              |        |                        | 16 de Ene - Tulane Stadium | 16 de Ene - Tulane Stadium | 16 de Ene - Tulane Stadium |               |               |               |            |  |  |
|  | 1                                | Minnesota                     | 12                            |                              |        |                        | 16 de Ene - Tulane Stadium | 16 de Ene - Tulane Stadium | 16 de Ene - Tulane Stadium |               |               |               |            |  |  |
|  |                                  |                               |                               |                              |        |                        |                            |                            |                            | N2            | Dallas        | 24            |            |  |  |
|  | 26 de Dic – Cleveland Stadium    | 26 de Dic – Cleveland Stadium | 26 de Dic – Cleveland Stadium |                              |        |                        |                            |                            |                            | A2            | Miami         | 3             |            |  |  |
|  | 4                                | Baltimore                     | 20                            |                              |        |                        |                            |                            |                            | Super Bowl VI | Super Bowl VI | Super Bowl VI |            |  |  |
|  | 4                                | Baltimore                     | 20                            | 2 de Ene - Miami Orange Bowl |        |                        |                            |                            |                            | Super Bowl VI | Super Bowl VI | Super Bowl VI |            |  |  |
|  | 3                                | Cleveland                     | 3                             |                              |        |                        |                            |                            |                            |               |               |               |            |  |  |
|  | 3                                | Cleveland                     | 3                             |                              | 4      | Baltimore              | 0                          |                            |                            |               |               |               |            |  |  |
|  | 25 de Dic – Municipal Stadium    |                               |                               |                              | 4      | Baltimore              | 0                          |                            |                            |               |               |               |            |  |  |
|  |                                  | 2                             | Miami                         | 21                           |        |                        |                            |                            |                            |               |               |               |            |  |  |
|  | 2                                | 2                             | Miami                         | 21                           | Miami  | 27                     |                            |                            |                            |               |               |               |            |  |  |
|  | 2                                | Campeonato de la AFC          |                               |                              | Miami  | 27                     |                            |                            |                            |               |               |               |            |  |  |
|  | 1                                | Kansas City                   | 24                            |                              |        |                        |                            |                            |                            |               |               |               |            |  |  |
|  | 1                                | Kansas City                   | 24                            |                              |        |                        |                            |                            |                            |               |               |               |            |  |  |

La letra negrita indica el equipo ganador.

## Premios anuales
Al final de temporada se entregan diferentes premios reconociendo el valor del jugador durante la temporada entera.
| Premio                     | Ganador          | Posición         | Equipo              |
| -------------------------- | ---------------- | ---------------- | ------------------- |
| Jugador más valioso        | Alan Page        | Defensive tackle | Minnesota Vikings   |
| Jugador defensivo del año  | Alan Page        | Defensive tackle | Minnesota Vikings   |
| Entrenador del año         | George Allen     | Head Coach       | Washington Redskins |
| Novato ofensivo del año    | John Brockington | Running back     | Green Bay Packers   |
| Novato defensivo del año   | Isiah Robertson  | Linebacker       | Los Angeles Rams    |
| Hombre del Año             | John Hadl        | Quarterback      | San Diego Chargers  |
| Jugador más valioso del SB | Roger Staubach   | Quarterback      | Dallas Cowboys      |